# Bélgica
Bélgica är en ort i Mexiko.   Den ligger i kommunen Las Margaritas och delstaten Chiapas, i den sydöstra delen av landet, 900 km öster om huvudstaden Mexico City. Bélgica ligger 952 meter över havet och antalet invånare är 120.
Terrängen runt Bélgica är kuperad, och sluttar österut. Runt Bélgica är det ganska glesbefolkat, med 30 invånare per kvadratkilometer. Närmaste större samhälle är Santa Ana las Flores, 4,1 km öster om Bélgica. I omgivningarna runt Bélgica växer i huvudsak städsegrön lövskog.